# قسة (النادرة)

تعديل مصدري - تعديل

قسة محلة تابعة لقرية الوحيش، التابعة لعزلة الفجرة بمديرية النادرة إحدى مديريات محافظة إب في الجمهورية اليمنية، بلغ تعداد سكانها 24 حسب تعداد اليمن لعام 2004.